# Формула Клейна — Нісіни

Залежність диференціального перетину розсіяння від кута розсіяння для різних значень енергій фотона

Формула Клейна — Нісіни — формула, що описує повний переріз комптонівського розсіювання світла на електроні. Запропонована 1928-го року Оскаром Клейном і Йосіо Нісіною.
Розсіювання, у якого падаюча хвиля змінює свою частоту, називається комптонівським розсіюванням. Диференційний та повний переріз такого розсіювання розраховується в квантовій електродинаміці. Воно спостерігається при розсіюванні рентгенівських променів на електронних оболонках атомів та розсіюванні гамма-променів на атомних ядрах.
Зміна довжини хвилі {\displaystyle \Delta \lambda } при комптонівському розсіюванні визначається формулою:
{\displaystyle \Delta \lambda =2\lambda _{0}\sin ^{2}(\theta /2),\lambda _{0}=h/m_{0}c,\lambda _{0}=2,426\cdot 10^{-12}} м, де {\displaystyle \lambda _{0}} — комптонівська довжина хвилі електрона, {\displaystyle \theta } — кут між напрямом падаючої та розсіяної хвиль, {\displaystyle h}— стала Планка, {\displaystyle m_{0}}— маса електрона, а {\displaystyle c} — швидкість світла.
Частота випромінювання {\displaystyle \omega _{2}} після розсіювання визначається формулою Комптона:
{\displaystyle \omega _{2}={\frac {\omega _{1}}{1+\epsilon (1-\cos \theta )}},}
де {\displaystyle \epsilon =\hbar \omega _{1}/m_{0}c^{2}}, {\displaystyle \hbar =h/2\pi }, а {\displaystyle \omega _{1}}- частота падаючої хвилі. Повний переріз комптонівського розсіювання на вільному електроні:
{\displaystyle \sigma _{k}=2\pi r_{0}^{2}\left[{\frac {1+\epsilon }{\epsilon ^{2}}}\left({\frac {2+2\epsilon }{1+2\epsilon }}-{\frac {\ln(1+2\epsilon )}{\epsilon }}\right)+{\frac {\ln(1+2\epsilon )}{2\epsilon }}-{\frac {1+3\epsilon }{(1+2\epsilon )^{2}}}\right],\epsilon ={\frac {\hbar \omega }{m_{0}c^{2}}}}
Ця формула і називається формулою Клейна — Нісіни. Її отримали Оскар Клейн та Нісіна Йосіо 1928 року. Вона добре підтверджується експериментальними дослідженнями, якщо енергія {\displaystyle \hbar \omega } падаючого фотона значно більша енергії електрона {\displaystyle m_{0}c^{2},\hbar \omega \gg m_{0}c^{2}}, тобто {\displaystyle \lambda \ll \lambda _{0}}, де {\displaystyle \lambda _{0}}— комптонівська довжина хвилі електрона.
Інтенсивність {\displaystyle I_{2}} розсіяного випромінювання на віддалі {\displaystyle R} від центру розсіювання зв'язана з інтенсивністю {\displaystyle I_{1}} падаючої хвилі та відношенням частот {\displaystyle \omega _{2}/\omega _{1}} співвідношенням:
{\displaystyle I_{2}={\frac {I_{1}}{R^{2}}}{\frac {\omega _{2}}{\omega _{1}}}{\frac {d\sigma }{d\Omega }}}
де {\displaystyle {\frac {d\sigma }{d\Omega }}} — диференційний переріз розсіювання.